# The New Yorker
The New Yorker és una revista dels Estats Units que publica reportatges, crítiques, assaig, vinyetes, poesia i relats. Va començar com a setmanari però actualment surt 47 vegades l'any amb cinc edicions quinzenals.
Tot i que els comentaris i l'agenda es concentren en la vida cultural de Nova York, The New Yorker té una àmplia audiència fora d'aquesta ciutat. Gaudeix de prestigi gràcies als comentaris sobre cultura popular; l'atenció a la literatura de ficció moderna (amb ressenyes i relats); la rigorosa comprovació de les informacions publicades i l'acurada revisió de l'edició; el seu periodisme sobre política mundial i temes socials, i per les vinyetes que decoren cada número.

## Història
The New Yorker va néixer un 17 de febrer de 1925, amb l'edició del 21 del mateix mes. La van fundar Harold Ross i la seva dona, Jane Grant, cronista de New York Times. Ross volia crear una revista d'humor sofisticat. El matrimoni es va associar a l'empresari Raoul H. Fleischman (qui havia fundat el General Baking Company), amb qui van formar la F-R Publishing Company. Sense perdre el toc d'humor, la revista es va establir com a tribuna per al periodisme i la literatura seriosos. Durant els anys que segueixen a la Segona Guerra Mundial la revista va incloure contes de molts grans autors del segle xx, entre ells, Alice Munro, Haruki Murakami, Vladimir Nabokov, Philip Roth, J.D. Salinger i John Updike.
A Ross el va succeir William Shawn (1951-1987). Després vindrien Robert Gottlieb (1987-1992) i Tina Brown (1992-1998). L'època Brown ve marcada per una modernització general de la publicació. El cap d'edició actual és David Remnick, que va succeir Brown el 1998. Advance Publications va comprar la revista el 1985.
Des de finals de la dècada de 1990, The New Yorker ha utilitzat Internet per publicar material actual i arxivat, i manté un lloc web amb alguns continguts del número actual (a més de contingut exclusiu només per a web). Els subscriptors tenen accés al número actual complet en línia, així com a un arxiu complet dels números anteriors que es poden veure tal com es van imprimir originalment. També s'ha publicat un arxiu digital de números anteriors de 1925 a abril de 2008 (que representa més de 4.000 números i mig milió de pàgines) en DVD-ROM i en un petit disc dur portàtil. Més recentment, s'ha publicat una versió per iPad del número actual de la revista.
The New Yorker es troba a Internet a www.newyorker.com i les vinyetes històriques es poden adquirir a www.cartoonbank.com.

## Eustace Tilley
La primera il·lustració de portada de la revista, un dandy observant una papallona a través d'un monocle, va ser dibuixada per Rea Irvin, el primer director d'art de la revista. El va dibuixar basant-se en una caricatura del 1834 del llavors Comte d'Orsay, que havia aparegut a l'11a edició de l'Enciclopèdia Britànica. El personatge de la portada original, conegut pel nom d'Eustace Tilley, és un personatge creat per Corey Ford per a The New Yorker. Heroi d'una sèrie titulada 'The Making of a Magazine', que s'inicià a la portada del 8 d'Agost del primer estiu, Tilley era un home més jove que el de la portada original. El seu barret era d'un estil més actual, sense l'ala corbada. Duia una jaqueta i pantalons de ratlles. Ford va manllevar el cognom d'una tieta -sempre l'havia considerat relativament humorístic. L'origen del nom, "Eustace", es considera que prové de la paraula "eufònia", tot i que Ford podria haver utilitzat el nom d'Eustace Taylor, el seu company de fraternitat a la Delta Kappa Epsilon del Columbia College de la Universitat de Colúmbia.
El personatge s'ha acabat convertint en part de la imatge gràfica de la revista i un símbol gràfic recurrent en els números d'aniversari, tot i que en diverses ocasions s'ha substituït una variació acabada de dibuixar. El número d'aniversari del 2013 es va utilitzar per a il·lustar versions actualitzades del personatge a través de diferents punts de vista políticosocials.

## Col·laboradors
Alguns dels col·laboradors més famosos d'aquesta revista són:
- Charles Addams - cartoonist
- Woody Allen - humorista
- Hannah Arendt - politòleg, filòsof, periodista
- Margaret Atwood - escriptora
- Julian Barnes - corresponsal al Regne Unit i Europa
- Robert Benchley - humorista i crític teatral
- Elizabeth Bishop - poeta
- Sidney Blumenthal - articulista
- Andy Borowitz - humorista
- Truman Capote - escriptor
- Raymond Carver - escriptor
- John Cheever - escriptor
- Robert Crumb - ninotaire
- Roald Dahl - escriptor
- E. L. Doctorow - escriptor
- Charles G. Finney - escriptor i periodista
- Malcolm Gladwell - escriptor
- Jonathan Franzen - escriptor
- Seamus Heaney - poeta
- Edward P. Jones - escriptor
- Stephen King - escriptor
- Milan Kundera - escriptor
- Ursula K. Le Guin - escriptor
- Steve Martin - humorista
- Joseph Mitchell - escriptor
- Alice Munro - escriptor
- Haruki Murakami - escriptor
- Vladimir Nabokov - escriptor
- John O'Hara - escriptor
- Dorothy Parker - escriptor
- Philip Roth - escriptor
- Salman Rushdie - escriptor
- J.D. Salinger - escriptor
- Susan Sontag - escriptor i assagista
- Art Spiegelman - il·lustrador
- George Steiner - crític cultural
- Adrian Tomine - il·lustrador
- John Updike - escriptor

## Llibres sobre la revista (en anglès)
- Ross and the New Yorker de Dale Kramer (1951)
- The Years with Ross de James Thurber (1959)
- Ross, the New Yorker and Me de Jane Grant (1968)
- Here at the New Yorker de Brendan Gill (1975)
- About the New Yorker and Me d'E.J. Kahn (1979)
- Onward and Upward: A Biography of Katharine S. White de Linda H. Davis (1987)
- At Seventy: More about the New Yorker and Me de E.J. Kahn (1988)
- Katharine and E.B. White: An Affectionate Memoir d'Isabel Russell (1988)
- The Last Days of The New Yorker de Gigi Mahon (1989)
- Genius in Disguise: Harold Ross of the New Yorker de Thomas Kunkel (1997)
- Remembering Mr. Shawn's New Yorker: The Invisible Art of Editing de Ved Mehta (1998)
- Here But Not Here: My Life with William Shawn and the New Yorker de Lillian Ross (1998)
- The World Through a Monocle: The New Yorker at Midcentury de Mary F. Corey (1999)
- Some Times in America: and a life in a year at the New Yorker de Alexander Chancellor (1999)
- Gone: The Last Days of the New Yorker, de Renata Adler (2000)
- Letters from the Editor: The New Yorker's Harold Ross de Thomas Kunkel (2000; cartes de 1917 a 1951)
- Defining New Yorker Humor de Judith Yaross Lee (2000)
- NoBrow: The Culture of Marketing - the Marketing of Culture de John Seabrook (2000)
- New Yorker Profiles 1925-1992: A Bibliography de Gail Shivel (2000)
- About Town: The New Yorker and the World It Made de Ben Yagoda (2000)
- A Life of Privilege, Mostly de Gardner Botsford (2003)
- Christmas at The New Yorker: Stories, Poems, Humor, and Art (2003)
- Maeve Brennan: Homesick at the New Yorker de Angela Bourke (2004)
- Let Me Finish de Roger Angell (Harcourt, 2006)